# Manfreda fusca
Manfreda fusca är en sparrisväxtart som beskrevs av Pierfelice Ravenna. Manfreda fusca ingår i släktet Manfreda och familjen sparrisväxter. Inga underarter finns listade i Catalogue of Life.